# Comité de Derechos Humanos

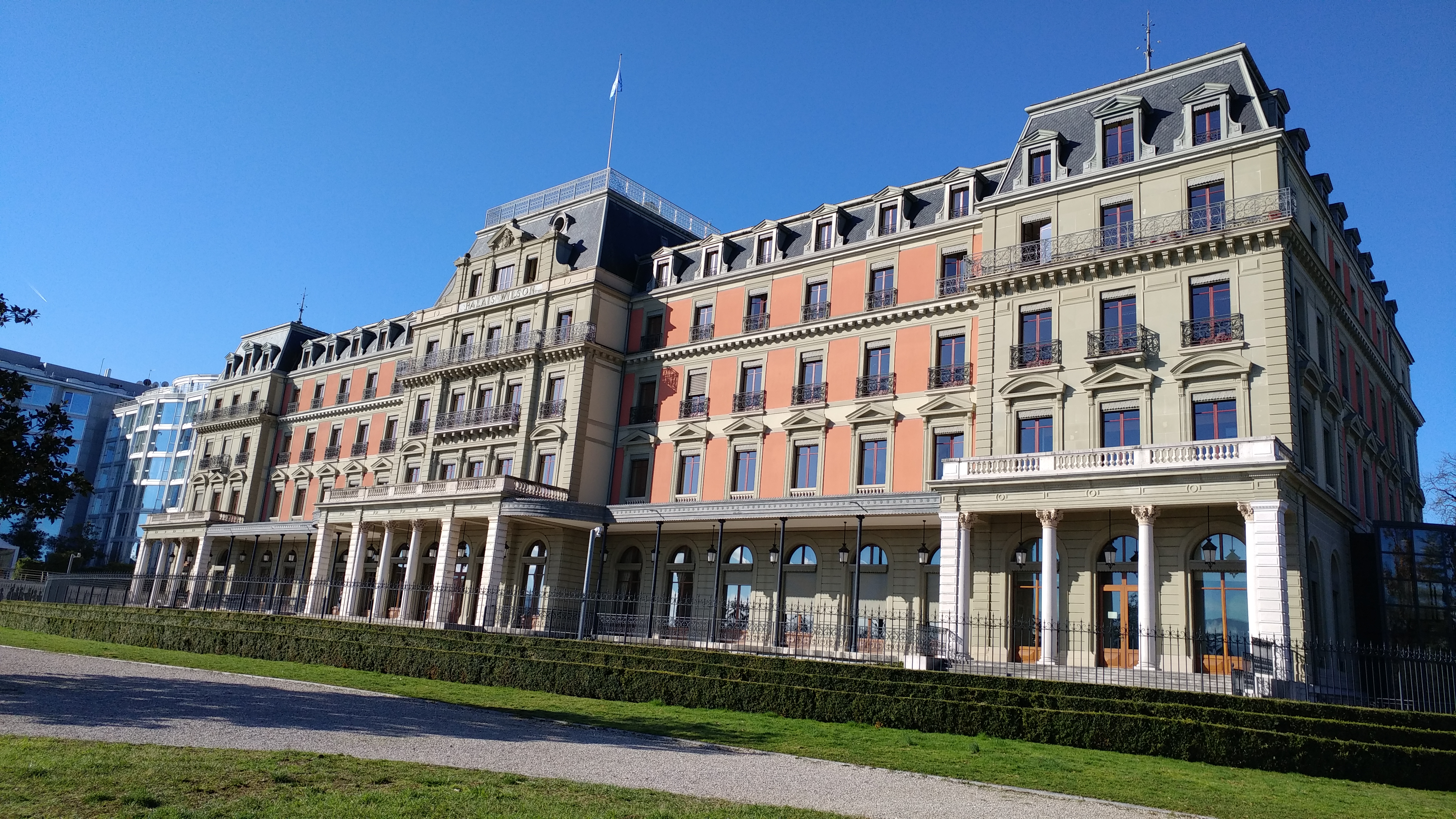
El Palais Wilson, antiguo asiento de la Sociedad de las Naciones, es hoy de la Oficina del Alto Comisionado de las Naciones Unidas para los Derechos Humanos y lugar habitual de sesiones del Comité de Derechos Humanos.

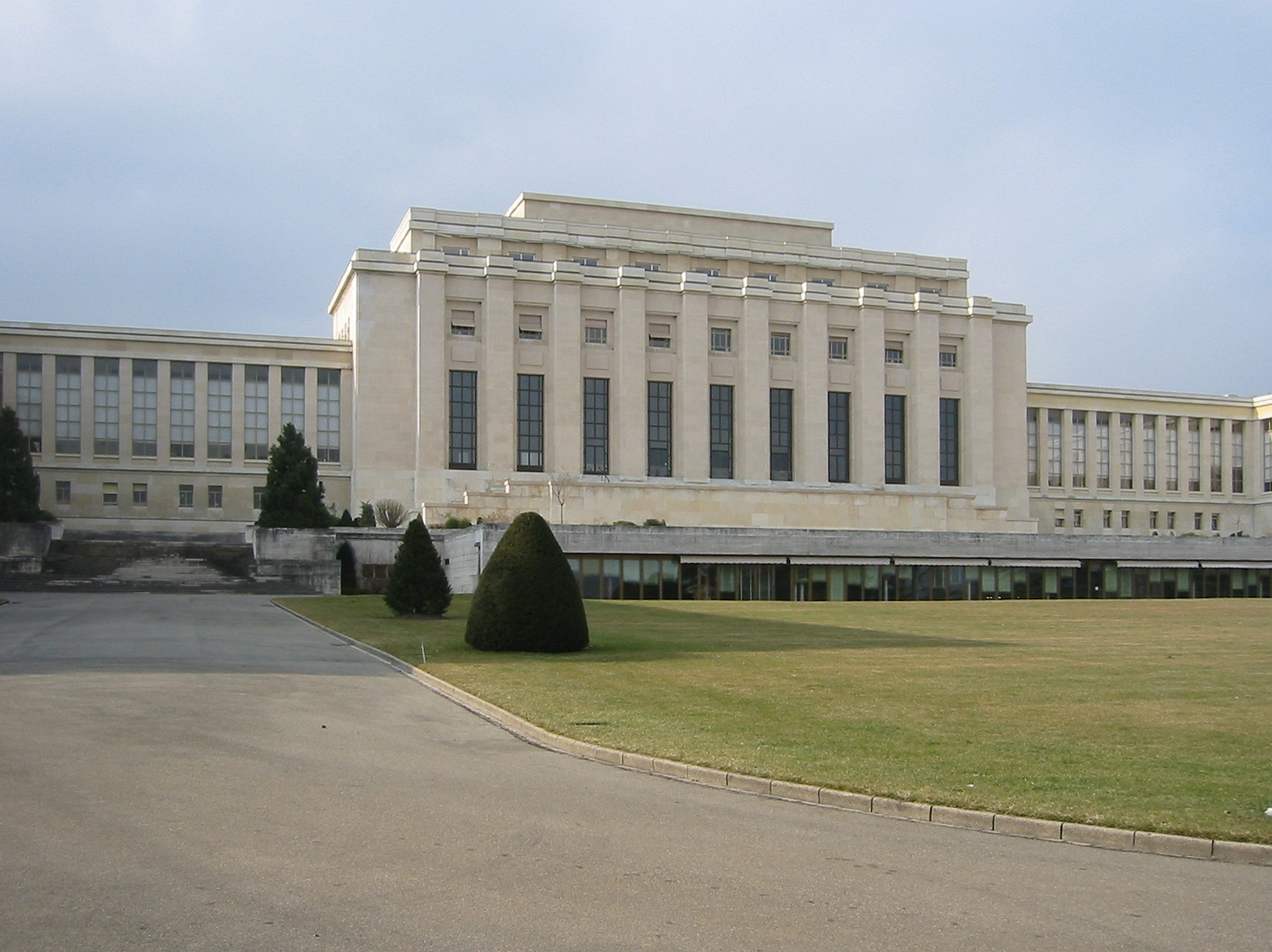
El Palacio de las Naciones, sede de la ONU en Ginebra y uno de los lugares donde se reúne el Comité de Derechos Humanos.

El Comité de Derechos Humanos de las Naciones Unidas es un órgano convencional formado por expertos independientes que vigila el cumplimiento del Pacto Internacional de Derechos Civiles y Políticos por los Estados que lo han ratificado. Normalmente se reúne en tres periodos de sesiones al año, en Ginebra o Nueva York. El Comité es uno de los siete organismos instituidos por tratados sobre derechos humanos promovidos por la Organización de las Naciones Unidas.
El Comité de Derechos Humanos no debe confundirse con la Comisión de Derechos Humanos, un organismo que ya no existe y que derivaba de la Carta de las Naciones Unidas, ni tampoco con el Consejo de Derechos Humanos que sustituyó a la Comisión. Mientras que la Comisión y el Consejo de Derechos Humanos constituyen foros políticos donde los Estados debaten todo tipo de asuntos relacionados con los derechos humanos, el Comité es un organismo formado por expertos, y su competencia está limitada por el Pacto Internacional de Derechos Civiles y Políticos.

## Funciones
Para asegurar el cumplimiento del Pacto Internacional de Derechos Civiles y Políticos, el Comité realiza tres tipos de tareas. Redacta "observaciones generales", en las que recoge su interpretación del Pacto; examina los informes que cada cuatro años envían los Estados que han ratificado el Pacto y en el que explican las medidas adoptadas para hacer efectivos los derechos reconocidos; finalmente, conoce de casos concretos, bien denunciados por otros Estados parte, bien por personas que se consideren víctimas por la violación de su derecho.

### Sistema de informes periódicos
Todos los Estados que han ratificado el Pacto deben presentar ante el Comité informes periódicos a través de los que este controla el cumplimiento por los Estados de sus obligaciones. Las observaciones generales número 1 y 2 detallan de qué forma debe darse cumplimiento a esta obligación.
La presentación de informes es obligatoria. Los Estados deben presentar un informe inicial antes de un año tras su adhesión al Pacto. Luego deberán presentar un nuevo informe cada cuatro años, aproximadamente, o antes si así lo solicita el Comité. En los mismos debe aportarse información concreta y detallada sobre las siguientes materias:
- Medidas adoptadas para garantizar la efectividad de los derechos recogidos en el Pacto.
- Información sobre las reservas y declaraciones interpretativas formuladas en relación con el Pacto, y las razones de su mantenimiento.
- Explicación del carácter y alcance de las limitaciones establecidas a los derechos. Si se ha hecho uso de la facultad de suspensión, debe informarse sobre todas las circunstancias relacionadas.
- Exposición, en su caso, de las circunstancias que dificulten la aplicación del Pacto y medidas adoptadas para superarlas.

El Comité examina cada informe en sesión pública, en la que se desarrolla un diálogo entre el organismo internacional y los representantes del Estado, que suelen ser personas que ocupan puestos importantes de la Administración Pública. El Comité puede realizar las preguntas que estime pertienentes y solicitar información adicional. Tras este diálogo, el Comité elabora unas "observaciones finales" en las que hace constar los aspectos positivos y negativos que encuentra y formula una serie de recomendaciones al Estado.

### Observaciones generales
Las observaciones generales son comentarios que recogen la interpretación autorizada que el Comité de Derechos Humanos realiza del Pacto. Una interpretación autorizada no es vinculante, como sí lo es la interpretación auténtica: no obstante, los Estados suelen acatar las interpretaciones del Comité.
Las observaciones generales pueden tratar sobre un derecho en concreto, desarrollando su contenido, o sobre cuestiones de procedimiento o de cualquier otra índole. El Comité publicó treinta y cinco observaciones generales hasta 2014.

### Reclamaciones interestatales
En virtud del artículo 41 del Pacto, cualquier Estado parte puede denunciar un incumplimiento del Pacto por parte de otro. El sistema es facultativo y recíproco, ya que para realizar una reclamación es necesario que tanto el Estado denunciado como el denunciante hayan aceptado la competencia del Comité en este sentido.
El procedimiento que se instituye es de conciliación. La intervención del Comité sólo se producirá si tras seis meses no se alcanza un acuerdo por parte de los Estados: en tales circunstancias, ofrecerá sus buenos oficios "a fin de llegar a una solución amistosa del asunto", según el Pacto.
El procedimiento de reclamaciones interestatales no ha sido jamás empleado en el marco del Pacto Internacional de Derechos Civiles y Políticos.

### Quejas individuales
Se trata de un mecanismo facultativo y cuasi-contencioso por el que se pueden tratar denuncias de violaciones concretas de derechos humanos recogidos en el Pacto, de manera mucho más limitada que en los sistemas regionales desarrollados por la Corte Interamericana de Derechos Humanos o el Tribunal Europeo de Derechos Humanos, pues en estos dos casos sí se trata de auténticos tribunales internacionales. Aquellos Estados que han ratificado el Primer Protocolo Facultativo han consentido permitir a las personas bajo su jurisdicción solicitar del Comité una opinión sobre estas posibles violaciones. El Primer Protocolo Facultativo entró en vigor el 23 de marzo de 1976.
El Segundo Protocolo Facultativo, en vigor desde el 11 de julio de 1991, destinado a abolir la pena de muerte, ha sido ratificado por cincuenta y nueve Estados. Si un Estado vinculado por el Primer Protocolo se adhiere al Segundo, la competencia del Comité se extiende a las disposiciones de este, salvo que el Estado haga una declaración expresa excluyéndola.
El procedimiento de quejas individuales está dividido en dos fases, una sobre admisibilidad y otra sobre fondo. El Comité decide sobre admisibilidad (lo que implica que su decisión es vinculante) pero solo opina sobre el fondo del asunto. La opinión, en principio, no es vinculante; pero el Comité ha realizado una interpretación del Pacto por la que entiende que los Estados están obligados a seguir sus recomendaciones para la reparación de los abusos producidos.[cita requerida]

## Composición
Los miembros del Comité de Derechos Humanos deben ser "personas de gran integridad moral, con reconocida competencia en materia de derechos humanos". Son elegidos por los Estados, pero ejercen sus funciones a título personal, no como representantes de sus países. Se eligen cada cuatro años y pueden ser reelegidos. Cada dos años se renueva la mitad del Comité.
Actualmente, el Comité está compuesto por las 18 siguientes personas:
| Nombre                                    | Estado     |
| ----------------------------------------- | ---------- |
| Tania María Abdo Rocholl (Vicepresidenta) | Paraguay   |
| Yadh Ben Achour                           | Túnez      |
| Ilze Brands Kehris (Relatora)             | Letonia    |
| Christopher Arif Bulkan                   | Guyana     |
| Ahmed Amin Fathalla (Presidente)          | Egipto     |
| Shuichi Furuya                            | Japón      |
| Christof Heyns                            | Sudáfrica  |
| Hernán Quezada Cabrera                    | Chile      |
| Bamariam Koita                            | Mauritania |
| Marcia. V. J. Kran                        | Canadá     |
| Duncan Laki Muhumuza                      | Uganda     |
| Photini Pazartzis (Vicepresidenta)        | Grecia     |
| Vasilka Sancin                            | Eslovenia  |
| José Manuel Santos Pais                   | Portugal   |
| Yuval Shany (Vicepresidente)              | Israel     |
| Hélène Tigroudja                          | Francia    |
| Andreas B. Zimmermann                     | Alemania   |
| Gentian Zyberi                            | Albania    |